# Pachycephala albiventris
Lo zufolatore dorsoverde (Pachycephala albiventris (Ogilvie-Grant, 1894)) è un  uccello passeriforme della famiglia Pachycephalidae, endemico delle Filippine.